# Strukturiertes Finanzprodukt
Strukturiertes Finanzprodukt (oder strukturiertes Produkt, in der Schweiz teilweise auch Struki) ist im Finanzwesen ein Finanzprodukt, das aus einem oder mehreren Basiswerten und zusätzlich noch einer derivativen Komponente besteht.

## Allgemeines
Ein Finanzprodukt wird zu einem strukturierten Finanzprodukt, wenn mindestens zwei Finanzinstrumente, von denen mindestens eins ein Derivat sein muss, kombiniert werden. Der Begriff „strukturiertes Produkt“ ist als Finanzprodukt mit derivativer Komponente zu verstehen. Strukturierte Finanzprodukte sind Wertpapiere und sollen einem spezifischen Risikoprofil entsprechen, sie sind mithin auf eine bestimmte Erwartung gegenüber der Marktentwicklung des Basiswertes zugeschnitten. Durch die Vielzahl der Kombinationsmöglichkeiten aller erdenklichen Basiswerte (Fremdwährung, zinstragend, Aktien, Anleihen oder Commodities) mit Derivaten können alle erdenklichen Szenarien und Basiswertkombinationen durch strukturierte Finanzprodukte abgedeckt werden.
Erstmals verwenden Autoren 1996 den Begriff „strukturiertes Anlageprodukt“ und bezeichneten damit ein Finanzprodukt, bestehend aus einer Verbindung mehrerer Anlageinstrumente mit Vermögensversicherungscharakter.

## Rechtsfragen
Beim Rechtsbegriff des strukturierten Finanzprodukts gemäß Art. 2 Abs. 1 Nr. 28 der Verordnung (EU) Nr. 600/2014 des Europäischen Parlaments und des Rates vom 15. Mai 2014 über Märkte für Finanzinstrumente handelt es sich um „Wertpapiere, die zur Besicherung und Übertragung des mit einem Pool an finanziellen Vermögenswerten einhergehenden Kreditrisikos geschaffen wurden und die den Wertpapierinhaber zum Empfang regelmäßiger Zahlungen berechtigen, die vom Cashflow der Basisvermögenswerte abhängen“.
Das Wertpapierhandelsgesetz (WpHG) definiert auf dieser Grundlage in § 2 Abs. 34 WpHG ein strukturiertes Finanzprodukt als ein Wertpapier, „das zur Verbriefung und Übertragung des mit einer ausgewählten Palette an finanziellen Vermögenswerten einhergehenden Kreditrisikos geschaffen wurde und das den Wertpapierinhaber zum Empfang regelmäßiger Zahlungen berechtigt, die vom Geldfluss der Basisvermögenswerte abhängen.“
Ein strukturiertes Produkt darf gemäß § 33 Derivateverordnung für ein Investmentvermögen nur erworben werden, wenn sichergestellt ist, dass nur solche Komponenten Einfluss auf das Risikoprofil und die Preisbildung des Produktes haben, die auch direkt für das Investmentvermögen erworben werden dürfen. Gemäß § 64 Abs. 4 WpHG muss ein Wertpapierdienstleistungsunternehmen nach der Anlageberatung dem Privatanleger auf einem dauerhaften Datenträger vor Vertragsschluss eine schriftliche Erklärung über die Geeignetheit der Empfehlung zur Verfügung stellen (Geeignetheitserklärung).

## Arten
Eine Wandelanleihe (englisch convertible bond) wird beispielsweise dadurch zum strukturierten Finanzprodukt, dass der Emittent ihrem Gläubiger das Recht einräumt, sie während einer Wandlungsfrist zu einem vorher festgelegten Verhältnis in Aktien einzutauschen; andernfalls wird die Anleihe zum Ende der Laufzeit zur Rückzahlung fällig. Diese Wandelanleihe gilt als eines der ersten strukturierten Finanzprodukte. Umgekehrt gibt es die Aktienanleihe (englisch reverse convertible), bei welcher der Emittent das Recht hat, bei Fälligkeit entweder den Nominalbetrag der Anleihe zurückzuzahlen oder eine vorher festgelegte Anzahl Aktien zu liefern.
Weitere bedeutsame strukturierte Finanzprodukte sind Cap-Darlehen/Floor-Darlehen, Collars, Indexanleihen, Verbriefungen, Zertifikate (wie Bonuszertifikate, Discountzertifikate, Garantie-Zertifikat oder Hebelzertifikate) und Asset Backed Securities. Auch Optionsscheine, die in Versicherungen, Wertpapieren oder Bankprodukten verpackt sind (eingebettete Derivate), gehören zu den strukturierten Finanzprodukten.
Delta-1-Produkte, beispielsweise Indexzertifikate, sind zwar auch strukturierte Finanzprodukte, zählen jedoch – sofern der Basiswert nicht selbst als derivativ eingestuft wird – nicht zu den strukturierten Produkten im Sinne der Richtlinie 2007/16/EG, da sie keine Hebelkomponente aufweisen.

## Wirtschaftliche Aspekte
Die Kombinationen von mindestens zwei Finanzinstrumenten mit einem Derivat schafft mit dem strukturierten Finanzprodukt ein neues Produkt. Dieses besitzt ein anderes Risikoprofil als jedes der beteiligten Finanzinstrumente. Die Kombination bringt sowohl neue Produkteigenschaften als auch Eigenschaften beteiligter Finanzinstrumente hervor. Deshalb erfordern strukturierte Finanzprodukte einen höheren Beratungsaufwand durch Kreditinstitute, Wertpapierfirmen und Wertpapierdienstleistungsunternehmen, die vor Abschluss eines strukturierten Finanzprodukts dem Privatanleger gemäß § 64 Abs. 4 WpHG eine Geeignetheitserklärung in Textform zu übermitteln haben, welche die erbrachte Beratung nennen sowie erläutern muss, wie sie auf die Präferenzen, Anlageziele und die sonstigen Merkmale des Kunden abgestimmt ist. Strukturierte Finanzprodukte weisen mindestens ein Emittentenrisiko auf. Daneben können Finanzrisiken wie das Marktrisiko (Zinsrisiko, Wechselkursrisiko, Kursrisiko) auftreten. Deshalb werden sie der schlechtesten Anlageklasse zugeordnet und sind nur für Anleger geeignet, die der höchsten Risikoklasse angehören. Mit diesen Produkten ist es auch Kleinanlegern möglich, auf bestimmte Börsenszenarien zu spekulieren.